# Riserva naturale regionale delle Salse di Nirano
La riserva naturale Salse di Nirano è un'area naturale protetta interamente compresa nel territorio comunale di Fiorano Modenese, in provincia di Modena, in una zona collinare a calanchi compresa tra le quote di 150 e 300 metri sul livello del mare. Nel 1982, è stata la prima riserva regionale ad essere istituita in Emilia-Romagna e dal 2004 è anche un Sito di Importanza Comunitaria. Il cuore dell'area protetta è caratterizzata dalla presenza dell'insolito fenomeno geologico delle salse eruttive. Questo è costituito dalla risalita dal sottosuolo di fango argilloso freddo misto ad idrocarburi, che seccandosi edifica coni dall'aspetto vulcanico alti fino ad alcuni metri. La crescita di questi vulcanetti è in equilibrio tra il continuo apporto di fango dal sottosuolo ed il loro dilavamento operato dalla pioggia. Nel silenzio del luogo sono percepibili i deboli borbottii prodotti dalle bolle di gas liberato. L'intera area è percorribile lungo sentieri segnati di grado semplice.
La riserva naturale è interamente contenuta nel sito di interesse comunitario "Salse di Nirano" (IT40400007), che copre un'area di 371 ettari, quasi doppia rispetto alla superficie della riserva. La superficie totale, di circa 207 ettari, è suddivisa in una parte a tutela integrale di 5,5 ettari, interamente assicurata a patrimonio pubblico, ed altre due fasce caratterizzate da diversi livelli di protezione. Attualmente le aree di proprietà pubblica ammontano a circa 26 ettari. Il territorio rimanente è costituito da proprietà private soggette a protezione/tutela ambientale.

## Le Salse di Nirano

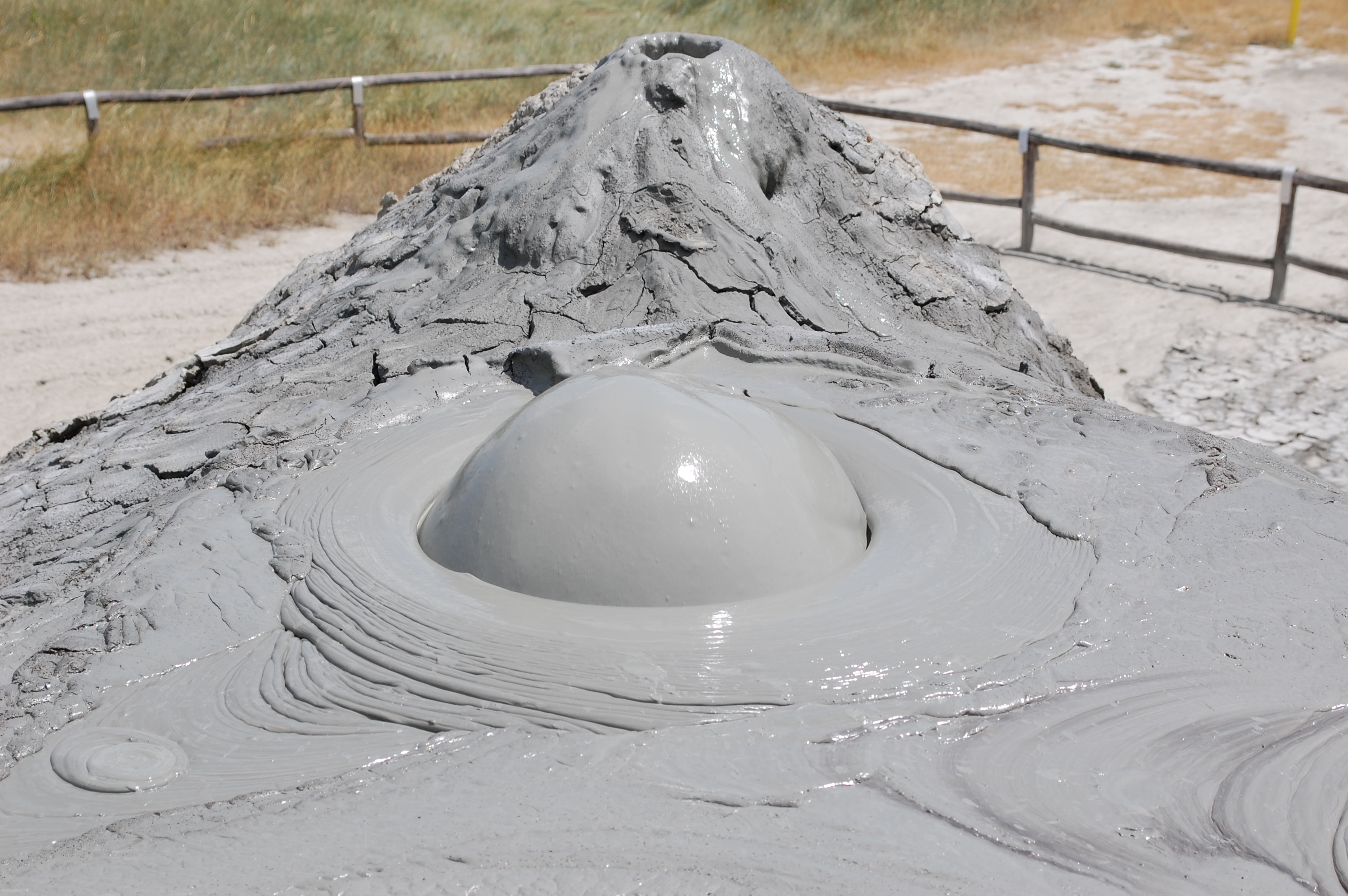
Bolla in formazione in un vulcanello delle Salse di Nirano

Con il termine “salse” si indicano particolari sorgenti di acqua più o meno fangosa e salata, la cui temperatura è vicina alla media di quella atmosferica locale, in cui gorgogliano bolle di una miscela di gas, soprattutto metano. Spesso, vengono emesse anche piccolissime quantità di idrocarburi liquidi, i quali possono dar luogo alla formazione di macchie, veli o aloni sul fango.
L’area interessata dal fenomeno delle Salse di Nirano occupa uno spazio di circa 10 ettari sul fondo di un avvallamento posto tra colline formate da argille di colore grigio-cinerino, a un’altitudine compresa tra i 200 e i 220 metri circa sul livello del mare. Le cosiddette “argille azzurre” si sono depositate nel Pliocene sul fondo dell’antico Mare Adriatico, allora esteso a tutta la Pianura Padana e a parte dell’Appennino.
Il campo è circondato da una fascia di piccoli rilievi, alcuni dei quali interessati dal fenomeno dei calanchi. Il campo delle Salse di Nirano è diviso in due, in direzione NO-SE, da un netto gradino di origine tettonica che crea due blocchi su quote diverse, con una differenza tra l’uno e l’altro di 10-15 metri.

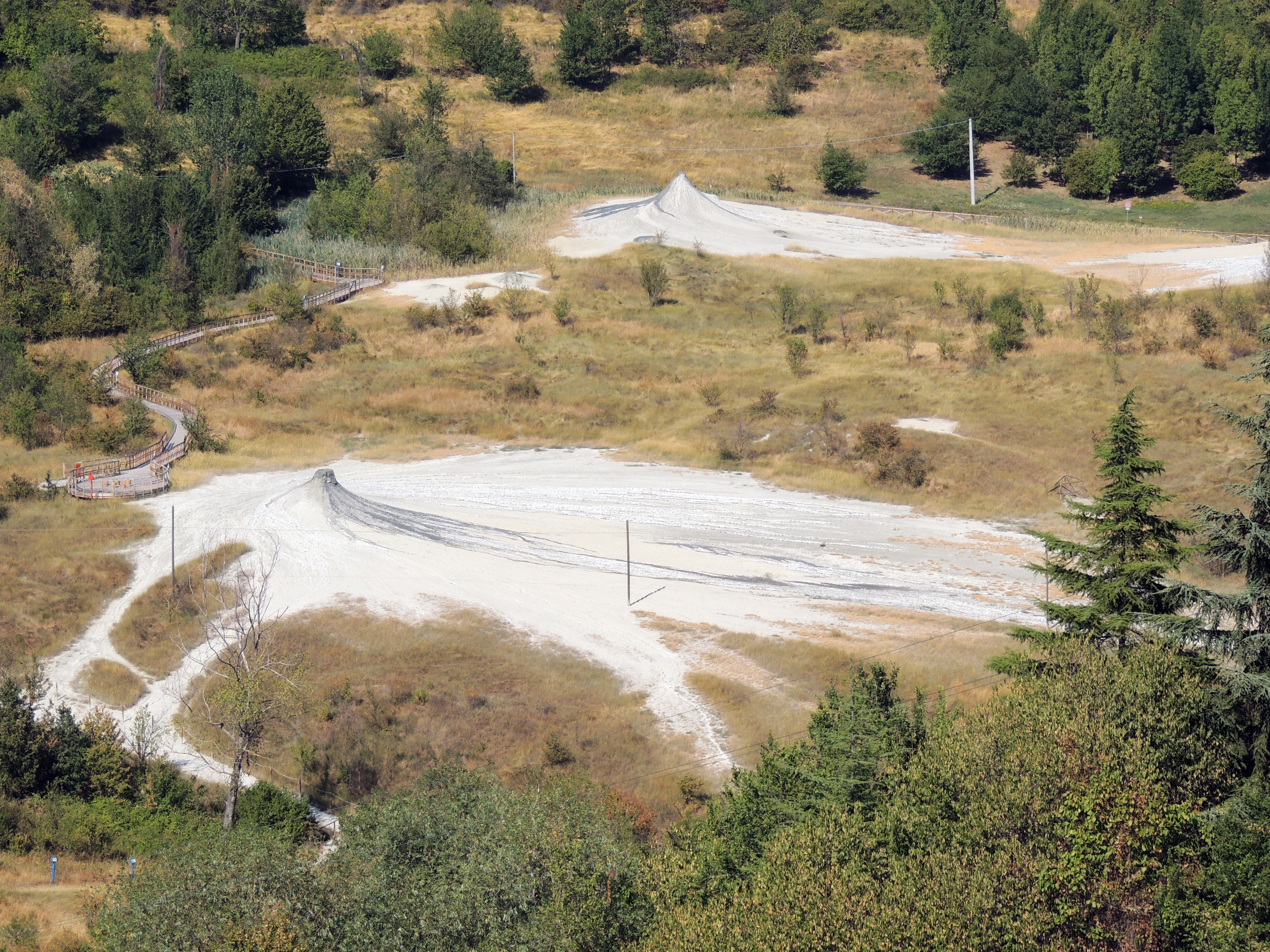
Depositi salini alle Salse di Nirano

Il nome “salsa” (dal latino salsus che significa salato) deriva appunto dall’alto contenuto di sale delle acque fangose. La salinità delle acque è dovuta prevalentemente alla presenza di cloruro di sodio, facilmente verificabile quando il fango fuoriuscito si essicca e per evaporazione si formano in superficie veli ed efflorescenze bianche. Queste acque salate sono definite “connate”, cioè formatesi entro i sedimenti che si depositarono alcuni milioni di anni fa nell’antico Mare Adriatico, che era ben più vasto dell’attuale. Queste acque sono rimaste intrappolate in profondità nei sedimenti e sono pertanto considerate acque fossili.
Gli idrocarburi presenti si sono generati anch’essi, come le acque salate, a grandi profondità dalla decomposizione anaerobica di resti organici di origine vegetale e animale. La loro presenza è facilmente verificabile grazie all’infiammabilità dei gas emessi e alle chiazze di petrolio di colore marrone.
I materiali limo-argillosi vengono trascinati verso l’alto dai gas e dall’acqua essenzialmente lungo fratture e faglie. Successivamente, una volta in superficie, si depositano lungo i fianchi degli apparati lutivomi e rappresentano la testimonianza dei livelli rocciosi attraversati dai fluidi durante la loro risalita.
Le salse sono ubicate sul fondo di una depressione sub-circolare (caldera). I materiali limo-argillosi che fuoriescono dalle salse ricoprono il terreno circostante tramite colate; pertanto, con il ripetersi di questo fenomeno nel tempo, il fondo della conca è stato in gran parte ricoperto da depositi fangosi dello spessore di vari metri. Il fango che fuoriesce dalle salse fluisce, lungo fossi e lungo il Rio delle Salse, nel Torrente Fossa che scorre a pochi chilometri di distanza.

## Accoglienza

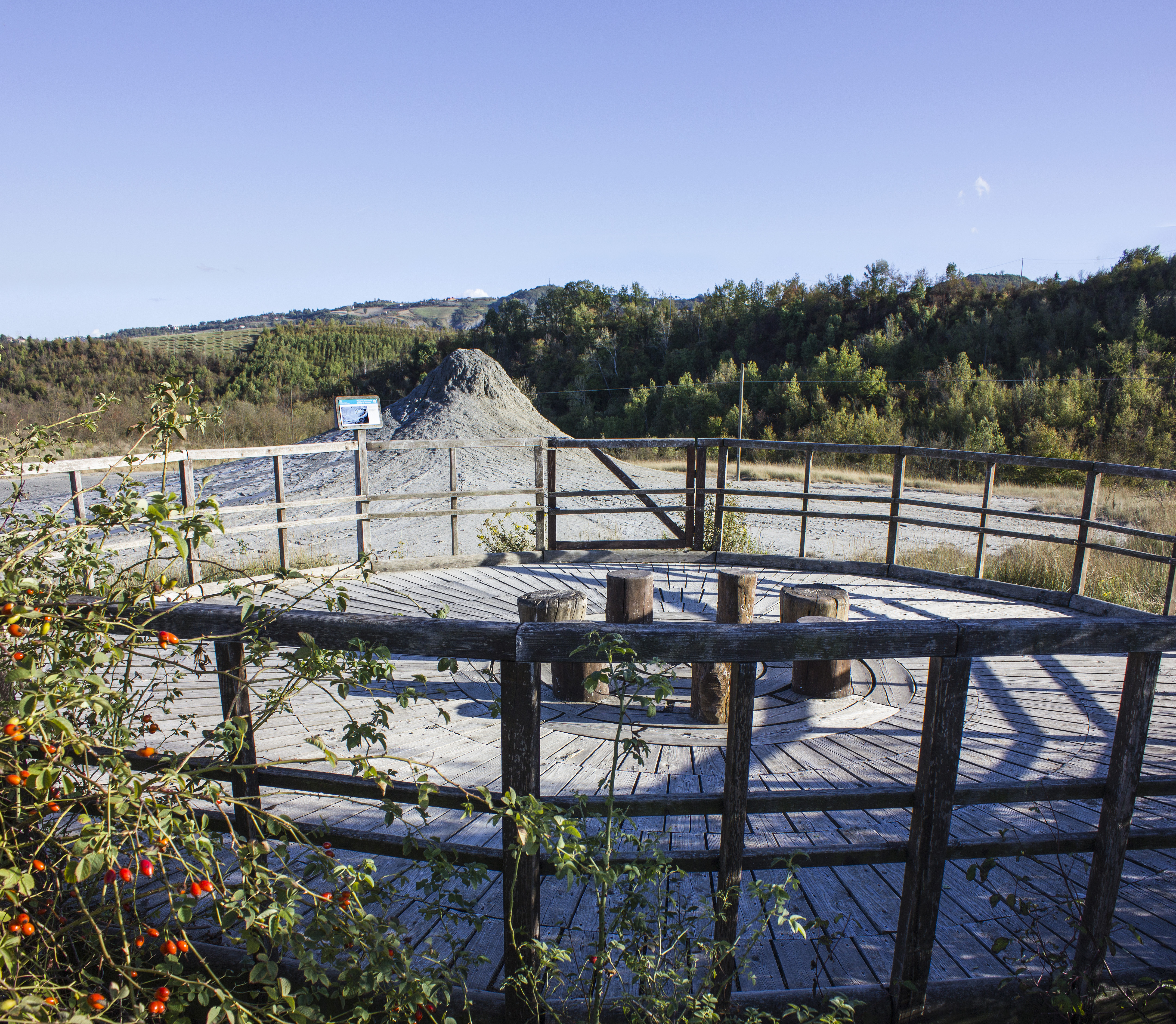
Passerelle attorno alle salse

Il centro visite Ca’ Tassi, primo centro energeticamente autonomo del sistema delle aree protetta della Regione, è il centro dell’offerta di servizi della riserva. È stato realizzato ristrutturando, seguendo i principi della bioedilizia, un vecchio complesso rurale di cui ha mantenuto il nome.
Nel centro sono stati realizzati ambienti funzionali allo svolgimento di numerose attività all’interno e all’esterno. A Ca’ Tassi trovano posto la reception per la prima accoglienza, le informazioni e la fornitura di materiale illustrativo e didattico, la saletta per la proiezione di audiovisivi, l’area attrezzata per pic-nic, l’auditorium, gli uffici e gli ambienti per riunioni e consultazioni, il laboratorio e il museo naturalistico. La struttura è spesso sede di eventi e incontri.
Nell'ottobre 2010 è stata inaugurata Ca' Rossa, complesso rurale ottocentesco classificato come "edificio di valore storico-architettonico, culturale e testimoniale" che ospita l’Ecomuseo, che si propone di conservare e proteggere le peculiarità, le risorse materiali e immateriali, la cultura e le tradizioni del territorio.

## Vegetazione

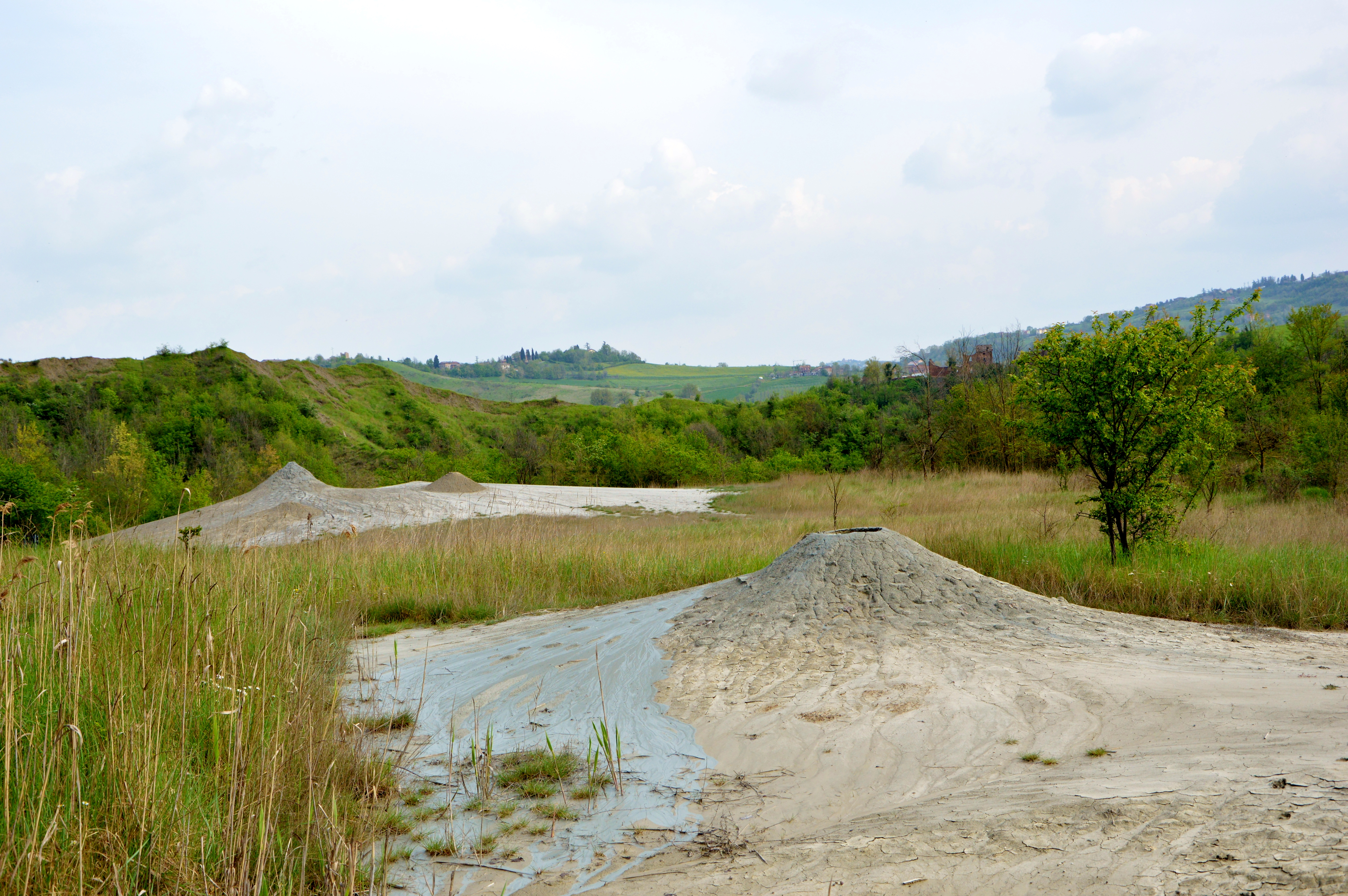
Vegetazione tra le salse

La vegetazione generale della riserva è condizionata dalla natura argillosa e salata del terreno (il termine "salsa" deriva proprio da questo), e comprende prevalentemente specie arbustive, tra cui ginestre e rose selvatiche, graminacee, equiseti. Le specie arboree comprendono olmi e salici in prossimità delle zone più umide.

Il panorama dell'area centrale della salsa è quello di un ampio spiazzo fangoso, pressoché privo di vegetazione. Ad una osservazione più attenta si può notare la presenza in prossimità dei coni di alcune rare piantine della specie Puccinellia fasciculata, una graminacea alofita, in grado di crescere sui suoli aridi e salati. Il Campo delle Salse di Nirano rappresenta l'unica stazione della Rete Natura 2000 dove compare questa specie.

### La Puccinellia fasciculata
La Puccinellia fasciculata è una specie erbacea alta 15-80 cm, con infiorescenze a spiga composte di numerose spighette lunghe 3-4 mm. Ha distribuzione mediterraneo-atlantica, presente lungo i litorali nord adriatici dal Friuli Venezia Giulia all'Abruzzo e lungo le coste di Toscana, Sicilia e Sardegna. È una specie mioalofila (amante dei terreni fangosi e salati), che cresce su suoli salmastri, anche su argini e substrati argillosi in zone di bonifica. Il nome generico è dedicato al botanico toscano Benedetto Puccinelli (1808-1850).
La sua presenza sul territorio delle Salse di Nirano, in zona pedemontana lontana da aree costiere, destò curiosità in molti studiosi fin dall’inizio del Novecento e fece sì che le Salse di Nirano diventassero riserva naturale già dal 1982. La presenza di Puccinellia fasciculata in quest’area pone il quesito di come abbia fatto una pianta costiera ad arrivare fino a zone interne dell’Emilia-Romagna, distanti dal mare oltre 100 chilometri? Per ora, l’unico dato certo è che la Puccinellia vive bene vicino ai famosi vulcanetti di fango grazie alla leggera salinità del terreno circostante, causata dalla fuoriuscita di fango misto ad acqua salata fossile.

## Nella cultura di massa
- Parte del videoclip della canzone Quando una stella muore della cantautrice Giorgia è stato girato nel 2013 nella Riserva naturale "Salse di Nirano".[10]